# Croatie aux Jeux olympiques d'hiver de 2002
La Croatie participe aux Jeux olympiques d'hiver de 2002 à Salt Lake City. La Croatie ramène ses premières médailles lors de sa quatrième participation aux Jeux d'hiver.

## Médaillés
Janica Kostelić remporte la totalité des médailles croates et détient désormais le record de médailles obtenues par une skieuse lors d'une seule et même édition.

### Or
- Janica Kostelić, ski alpin - combiné femmes
- Janica Kostelić, ski alpin - slalom femmes
- Janica Kostelić, ski alpin - slalom géant femmes

### Argent
- Janica Kostelić, ski alpin - super G femmes